# Remy Gardner
Remy Christopher Gardner (* 24. Februar 1998 in Sydney) ist ein australischer Motorradrennfahrer.
Gardners bisher größter Erfolg war der Gewinn der Moto2-Weltmeisterschaft in der Saison 2021. Er ist der Sohn von Wayne Gardner, dem 500-cm³-Weltmeister von 1987. Er fährt in der Superbike-Weltmeisterschaft für das Yamaha World Superbike Team, wo er seine Debütsaison 2023 auf dem neunten Platz in der Gesamtwertung beendete.

## Statistik

### Erfolge
- 2021 – Moto2-Weltmeister auf Kalex
- 6 Grand-Prix-Siege

### In der Motorrad-Weltmeisterschaft
(Stand: Saisonende 2024)
| Saison | Klasse | Team                         | Motorrad  | Rennen | Siege | Zweiter | Dritter | Poles | Schn. Runden | Punkte | Ergebnis    |
| ------ | ------ | ---------------------------- | --------- | ------ | ----- | ------- | ------- | ----- | ------------ | ------ | ----------- |
| 2014   | Moto3  | Kiefer Racing                | Kalex–KTM | 1      | –     | –       | –       | –     | –            | 1      | 32.         |
| 2014   | Moto3  | Team Laglisse Calvo          | KTM       | 2      | –     | –       | –       | –     | –            | 1      | 32.         |
| 2015   | Moto3  | CIP Green Power              | Mahindra  | 18     | –     | –       | –       | –     | –            | 6      | 30.         |
| 2016   | Moto2  | Tasca Racing Scuderia Moto2  | Kalex     | 12     | –     | –       | –       | –     | –            | 8      | 26.         |
| 2017   | Moto2  | Tech 3 Racing                | Tech 3    | 17     | –     | –       | –       | –     | –            | 23     | 21.         |
| 2018   | Moto2  | Tech 3 Racing                | Tech 3    | 15     | –     | –       | –       | –     | –            | 40     | 19.         |
| 2019   | Moto2  | ONEXOX TKKR SAG Team         | Kalex     | 18     | –     | 1       | –       | 1     | 1            | 77     | 15.         |
| 2020   | Moto2  | ONEXOX TKKR SAG Team         | Kalex     | 13     | 1     | 1       | 2       | 2     | 1            | 135    | 6.          |
| 2021   | Moto2  | Red Bull KTM Ajo             | Kalex     | 18     | 5     | 6       | 1       | 3     | 3            | 311    | Weltmeister |
| 2022   | MotoGP | Tech3 KTM Factory Racing     | KTM       | 20     | –     | –       | –       | –     | –            | 13     | 23.         |
| 2024   | MotoGP | Monster Energy Yamaha MotoGP | Yamaha    | 3      | –     | –       | –       | –     | –            | –      | 26.         |
| Gesamt | Gesamt | Gesamt                       | Gesamt    | 137    | 6     | 8       | 3       | 6     | 5            | 614    |             |

Grand-Prix-Siege
| Saison | Klasse | Rennen                                                         |
| ------ | ------ | -------------------------------------------------------------- |
| 2020   | Moto2  | Portugal                                                       |
| 2021   | Moto2  | Italien Katalonien Deutschland Vereinigtes Konigreich Portugal |

Einzelergebnisse
| Saison | 1     | 2           | 3           | 4          | 5          | 6          | 7          | 8              | 9           | 10                     | 11          | 12                     | 13         | 14             | 15         | 16             | 17         | 18         | 19       | 20           |
| ------ | ----- | ----------- | ----------- | ---------- | ---------- | ---------- | ---------- | -------------- | ----------- | ---------------------- | ----------- | ---------------------- | ---------- | -------------- | ---------- | -------------- | ---------- | ---------- | -------- | ------------ |
| 2014   | Katar | USA-Texas   | Argentinien | Spanien    | Frankreich | Italien    | Katalonien | Niederlande    | Deutschland | Indianapolis           | Tschechien  | Vereinigtes Konigreich | San Marino | Aragonien      | Japan      | Australien     | Malaysia   | \|\|       |          |              |
| 2014   |       |             |             |            |            |            |            |                |             |                        |             |                        | 27         |                |            | 26             | 15         |            |          |              |
| 2015   | Katar | USA-Texas   | Argentinien | Spanien    | Frankreich | Italien    | Katalonien | Niederlande    | Deutschland | Indianapolis           | Tschechien  | Vereinigtes Konigreich | San Marino | Aragonien      | Japan      | Australien     | Malaysia   | \|\|       |          |              |
| 2015   | DNF   | 18          | 19          | 25         | DNF        | 23         | 25         | 26             | 23          | 17                     | 17          | 17                     | DNF        | 19             | DNF        | 10             | 22         | DNF        |          |              |
| 2016   | Katar | Argentinien | USA-Texas   | Spanien    | Frankreich | Italien    | Katalonien | Niederlande    | Deutschland | Osterreich             | Tschechien  | Vereinigtes Konigreich | San Marino | Aragonien      | Japan      | Australien     | Malaysia   | \|\|       |          |              |
| 2016   |       |             |             |            |            |            | 15         | 20             | 12          | 19                     | 21          | 20                     | 19         | 19             | 19         | DNF            | 13         | 18         |          |              |
| 2017   | Katar | Argentinien | USA-Texas   | Spanien    | Frankreich | Italien    | Katalonien | Niederlande    | Deutschland | Tschechien             | Osterreich  | Vereinigtes Konigreich | San Marino | Aragonien      | Japan      | Australien     | Malaysia   | \|\| \|\|  |          |              |
| 2017   | DNF   | DNF         |             | 22         | 20         | 14         | 19         | 16             | 12          | 9                      | 15          | 20                     | 12         | 20             | 12         | 15             | DNF        | 22         |          |              |
| 2018   | Katar | Argentinien | USA-Texas   | Spanien    | Frankreich | Italien    | Katalonien | Niederlande    | Deutschland | Tschechien             | Osterreich  | Vereinigtes Konigreich | San Marino | Aragonien      | Thailand   | Japan          | Australien | Malaysia   | \|\|     |              |
| 2018   | 12    | 6           | 17          |            |            |            | 15         | 18             | 11          | DNF                    | DNF         | C                      | 12         | 19             | 12         | 15             | DNF        | DNF        | 5        |              |
| 2019   | Katar | Argentinien | USA-Texas   | Spanien    | Frankreich | Italien    | Katalonien | Niederlande    | Deutschland | Tschechien             | Osterreich  | Vereinigtes Konigreich | San Marino | Aragonien      | Thailand   | Japan          | Australien | Malaysia   | \|\|     |              |
| 2019   | 4     | 2           | 11          | DNS        | DNF        | 13         | DNF        | DNF            | 13          | 16                     | DNF         | 4                      | DNF        | 13             | 12         | DNF            | 6          | 14         | 15       |              |
| 2020   | Katar | Spanien     | Andalusien  | Tschechien | Osterreich | Steiermark | San Marino | Emilia-Romagna | Katalonien  | Frankreich             | Aragonien   |                        | Europa     | Valencia       | \|\|       |                |            |            |          |              |
| 2020   | 5     | 7           | 14          | 13         | DNF        | 3          | DNS        |                | 16          | 2                      | 5           | 4                      | 3          | 7              | 1          |                |            |            |          |              |
| 2021   | Katar | Katar       | Portugal    | Spanien    | Frankreich | Italien    | Katalonien | Deutschland    | Niederlande | Steiermark             | Osterreich  | Vereinigtes Konigreich | Aragonien  | San Marino     | USA-Texas  | Emilia-Romagna | Portugal   | \|\| \|\|  |          |              |
| 2021   | 2     | 2           | 3           | 4          | 2          | 1          | 1          | 1              | 2           | 4                      | 7           | 1                      | 2          | 2              | DNF        | 7              | 1          | 10         |          |              |
| 2022   | Katar | Indonesien  | Argentinien | USA-Texas  | Portugal   | Spanien    | Frankreich | Italien        | Katalonien  | Deutschland            | Niederlande | Vereinigtes Konigreich | Osterreich | San Marino     | Aragonien  | Japan          | Thailand   | Australien | Malaysia | Valencia     |
| 2022   | 15    | 21          | 17          | 20         | 14         | 20         | DNF        | 19             | 11          | 15                     | 19          | 18                     | 20         | 19             | 16         | 19             | DNF        | 15         | 18       | 13           |
| 2024   | Katar | Portugal    | USA-Texas   | Spanien    | Frankreich | Katalonien | Italien    | Niederlande    | Deutschland | Vereinigtes Konigreich | Osterreich  | Aragonien              | San Marino | Emilia-Romagna | Indonesien | Japan          | Australien | Thailand   | Malaysia | Black Ribbon |
| 2024   |       |             |             |            |            |            |            |                | 19          | 18                     |             |                        |            |                |            | 17             |            |            |          |              |

| Legende  | Legende            | Legende                                                          |
| Farbe    | Abkürzung          | Bedeutung                                                        |
| -------- | ------------------ | ---------------------------------------------------------------- |
| Gold     | –                  | Sieg                                                             |
| Silber   | –                  | 2. Platz                                                         |
| Bronze   | –                  | 3. Platz                                                         |
| Grün     | –                  | Platzierung in den Punkten                                       |
| Blau     | –                  | Klassifiziert außerhalb der Punkteränge                          |
| Violett  | DNF                | Rennen nicht beendet (did not finish)                            |
| Violett  | NC                 | nicht klassifiziert (not classified)                             |
| Rot      | DNQ                | nicht qualifiziert (did not qualify)                             |
| Rot      | DNPQ               | in Vorqualifikation gescheitert (did not pre-qualify)            |
| Schwarz  | DSQ                | disqualifiziert (disqualified)                                   |
| Weiß     | DNS                | nicht am Start (did not start)                                   |
| Weiß     | WD                 | zurückgezogen (withdrawn)                                        |
| Hellblau | PO                 | nur am Training teilgenommen (practiced only)                    |
| Hellblau | TD                 | Freitags-Testfahrer (test driver)                                |
| ohne     | DNP                | nicht am Training teilgenommen (did not practice)                |
| ohne     | INJ                | verletzt oder krank (injured)                                    |
| ohne     | EX                 | ausgeschlossen (excluded)                                        |
| ohne     | DNA                | nicht erschienen (did not arrive)                                |
| ohne     | C                  | Rennen abgesagt (cancelled)                                      |
| ohne     | keine WM-Teilnahme |                                                                  |
| sonstige | P/fett             | Pole-Position                                                    |
| sonstige | 1/2/3/4/5/6/7/8    | Punktplatzierung im Sprint-/Qualifikationsrennen                 |
| sonstige | SR/kursiv          | Schnellste Rennrunde                                             |
| sonstige | *                  | nicht im Ziel, aufgrund der zurückgelegten Distanz aber gewertet |
| sonstige | ()                 | Streichresultate                                                 |
| sonstige | unterstrichen      | Führender in der Gesamtwertung                                   |

### In der Superbike-Weltmeisterschaft
(Stand: 16. Juni 2024)
| Saison | Team                          | Motorrad       | Rennen | Siege | Zweiter | Dritter | Poles | Schn. Runden | Punkte | Ergebnis |
| ------ | ----------------------------- | -------------- | ------ | ----- | ------- | ------- | ----- | ------------ | ------ | -------- |
| 2023   | GYRT GRT Yamaha WorldSBK Team | Yamaha YZF-R 1 | 35     | –     | –       | –       | –     | –            | 156    | 9.       |
| 2024   | GYRT GRT Yamaha WorldSBK Team | Yamaha YZF-R 1 | 12     | –     | –       | 1       | –     | 1            | 72     | 7.       |
| Gesamt | Gesamt                        | Gesamt         | 47     | 0     | 0       | 1       | 0     | 1            | 228    |          |

## Verweise